# Стренгнес
Стренгнес (швед. Strängnäs) град је у Шведској, у источном делу државе. Град је у оквиру Седерманландског округа, где је четврти по величини и значају град. Стренгнес је истовремено и седиште истоимене општине.

## Природни услови
Стренгнес се налази у источном делу Шведске и Скандинавског полуострва. Од главног града државе, Стокхолма, град је удаљен 85 км западно.
Рељеф: Стренгнес се развио у области Седерманланд. Подручје града је бреговито, а надморска висина се креће 3-50 м.
Клима у Стренгнесу је континентална са утицајем мора и крајњих огранака Голфске струје. Стога су зиме блаже, а лета свежија у односу на дату географску ширину.
Воде: Стренгнес се развио у унутрашњости. Град је смештен на јужној обали трећег по величини шведског језера Меларен. Градско језгро се образовало на омањем полуострву.

## Историја
Подручје Стренгнеса било је насељено још у време праисторије. Насеље под данашњим именом спомиње се први пут 1120. године. Тада је овде успостављена парохија, а 1250. ту је подигнут и манастир. Коначно, 1336. године насеље је добило градска права.
Током 15. и 16. века Стренгнес је био веома важан град у Шведској - имао је значајну улогу у доба реформације државе, када град постаје значајно верско средиште.
Стренгнес није доживео препород у 19. веку, и поред проласка железнице и доласка индустрије. И поред тога, град је током 20. века досегао благостање, које траје и дан-данас.

## Становништво
Стренгнес је данас град средње величине за шведске услове. Град има око 12.000 становника (податак из 2010. г.), а градско подручје, тј. истоимена општина има око 32.000 становника (податак из 2010. г.). Последњих деценија број становника у граду расте.
До средине 20. века Стренгнес су насељавали искључиво етнички Швеђани. Међутим, са јачањем усељавања у Шведску, становништво града је постало шароликије, али опет мање него у случају других већих градова у држави.

## Привреда
Данас је Стренгнес савремени индустријски град са посебно развијеном индустријом. Последње две деценије посебно се развијају трговина, услуге и туризам.

## Збирка слика
- Саборна црква у граду
- Владичански двор
- Градска кућа Стренгнеса
- Градски пристан са старом ветрењачом